# Hrvatski akademski športski klub
Lo Hrvatski akademski športski klub, (in italiano Club sportivo accademico croato), noto come HAŠK, fu una società polisportiva di Zagabria, in Croazia.
Il club venne fondato il 6 novembre 1903 a Zagabria (al tempo Regno di Croazia e Slavonia, parte della Austria Ungheria) come AŠK (Akademički šport klub), ed il nome HAŠK viene dato alla prima assemblea annuale nel 1904. I fondatori furono studenti universitari di Zagabria: Krešimir Miskić, Hinko Würth, August Adam, Dragutin Albrecht, Petak Čerlek, Vjekoslav Jurković, Marko Kostrenčić, Oskar Mohr e Lav Wodwaržka; di questi, H. Würth venne eletto primo presidente. La fondazione dell'HAŠK pose le basi per lo sviluppo di sport moderni e sistematicamente organizzati in Croazia.
Tra le due guerre mondiali, l'HAŠK fu una delle principali società polisportive del Regno di Jugoslavia: calcio, atletica leggera, tennis, ping pong, scherma, pattinaggio, sci, slittino, hockey su ghiaccio, hockey su prato, ciclismo, motociclismo, ginnastica, nuoto, pugilato, bowling e caccia vennero sistematicamente sviluppati in esso, con uguale cura e pure le sezioni sportive femminili.
Venne soppresso dalle autorità comuniste dopo la fine della seconda guerra mondiale.

## Sezione calcio

### Storia
L'HAŠK inizia modestamente: nel 1903-04, i giocatori di calcio si allenano nell'ex area fieristica, a est di via Draškovićeva; nel 1904 l'HAŠK affitta un terreno a Zapadni Perivoj (l'odierna piazza Marulićev), dove il 28 ottobre 1906 si gioca la prima partita pubblica di calcio in Croazia (1–1 contro il PNIŠK). Dal 1905 la formazione gioca presso lo Srednjoškolsko igralište Elipsa, l'area del cortile del liceo di oggi. Infine, nel 1912, HAŠK costruisce il suo campo da calcio, pista di atletica e campi da tennis a Maksimir (sul sito dell'attuale stadio di calcio).

Durante la prima guerra mondiale, l'attività dell'HAŠK cessa, ma riprende nel 1918-19 con nuovo entusiasmo e nuove sezioni sportive. Tra le due guerre mondiali, l'HAŠK è una delle principali società polisportive del Regno di Jugoslavia: calcio, atletica leggera, tennis, ping pong, scherma, pattinaggio, sci, slittino, hockey su ghiaccio, hockey su prato, ciclismo, motociclismo, ginnastica, nuoto, pugilato, bowling e caccia vengono sistematicamente sviluppati in esso, con uguale cura e pure le sezioni sportive femminili.

La sezione calcio, oltre a vincere più volte il campionato di Zagabria, riesce a laurearsi campione di Jugoslavia nel 1937-38. Inoltre la polisportiva è campione nazionale nel tennis femminile a squadre (1929-30, 1933, 1935), tenniste singole (1929-30), atleti maschili e femminili (1932, nella corsa campestre 1922) e tennisti maschi (1938).

I calciatori più famosi sono: Dragutin Friedrich, Stjepan Vrbančić, Eugen Dasović, Ivica Gajer, Ico Hitrec, Ivan Medarić, Branko Kunst, Svetozar Peričić, Ratko Kacijan, Ivica Golac ed i fratelli Zlatko e Željko Čajkovski.

Il club è attivo anche durante gli anni dello Stato indipendente di Croazia ma, il 6 giugno 1945, per decisione del Ministro della Sanità Pubblica dello Stato Federale di Croazia, tutti i club che hanno partecipato al campionato croato vengono aboliti, HAŠK incluso. Con la formazione della Repubblica Socialista Federale di Jugoslavia, il club insieme alle altre formazioni concittadine, va a formare il nucleo del nuovo club della Dinamo Zagabria, che sceglie come proprio stadio il Maksimir, che aveva ospitato fino a quel momento le partite dell'HAŠK.

La tradizione viene raccolta dal HAŠK Mladost, società polisportiva che non presenta una sezione calcistica, decretando così la fine del vecchio HAŠK.
Alcuni dei membri continuano l'attività illegalmente e, nel 1953 fondano il TPK, club che, con l'indipendenza della Croazia, cambierà il nome in HAŠK 1903.

### Palmarès

#### Competizioni nazionali
- Campionati del Regno di Jugoslavia: 1

1937-1938
- Coppe del Regno di Jugoslavia: 1

1923

#### Competizioni regionali
- Campionati della sottofederazione di Zagabria: 7

1918, 1920, 1921, 1927, 1929, 1930, 1932
- Coppe della sottofederazione di Zagabria: 3

1925, 1926, 1930

#### Altri piazzamenti
- Campionato jugoslavo:

Terzo posto: 1927